# Mesocyclops intermedius
Mesocyclops intermedius – gatunek widłonoga z rodziny Cyclopidae. Nazwa naukowa tego gatunku skorupiaków została opublikowana w 1985 roku przez zoologa Giuseppe Lucio Pesce.